# Spânzurați-l, de-i mișel
„Spânzurați-l, de-i mișel” este o poezie postumă scrisă de George Coșbuc.